# 수지주

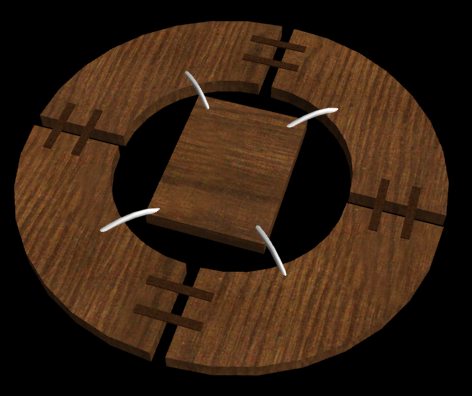

수지주(일본어: 水蜘蛛 みずぐも[*]→물거미)는 닌자의 도구로 전해지는 것 중 하나이다. 해자나 강 등 수상을 통과할 때 사용했다 한다.
나막신 주위에 4분할 된 나무 고리를 낚시찌처럼 동여맨 신발 형태로 되어 있고, 닌자가 그것을 신은 채 마치 소금쟁이처럼 수면을 걸어 통과한다고 되어 있다. 그러나 실제로는 신발 정도 크기의 나무조각은 부력이 부족해 사람을 띄우기에는 불가능하다. 또 크게 만들어도 균형을 잡기 어렵다.
때문에 사실 수상을 걷는 것이 아니라 늪처럼 걷기도 헤엄치기도 모두 어려운 지형을 통과할 때 사용한 도구라는 설이 있고, 또는 사실 이것보다 훨씬 크기가 큰 물건으로서 사분할된 나무고리 안에 닌자가 들어가 튜브처럼 사용했다는 설도 있다.